# Pletes de Mont-roig
Les Pletes de Mont-roig és una cabana de volta de Mont-roig, al municipi dels Plans de Sió (Segarra) protegida, com a bé cultural d'interès local.

## Descripció
Es tracta de cabanes on es resguardava el pastor i el bestiar de les inclemències del temps. La construcció està realitzada amb carreus irregulars i paredat, presenta planta rectangular formada per dues parts: la cabana pel pastor, totalment coberta, i la zona dels animals. Aquesta última reuneix les característiques pròpies de les pletes, concretament, en aquest cas, el tancat està format per la successió de tres cossos units entre ells mitjançant obertures als murs, amb obertures a l'exterior al mur del fons i coberts per voltes de canó amb arc de mig punt, cobertes exteriorment per terra per donar més compacitat a la volta i a la càrrega. Pel que fa a la cabana pel pastor destaca la porta d'accés amb llinda superior i brancals de pedra de grans dimensions.